# Бокшин
Бокшин (укр. Бокшин) — село в Великомежиричской сельской общине Ровненского района Ровненской области Украины.
До 2020 года входило в Корецкий район.
Население по переписи 2001 года составляло 99 человек. Почтовый индекс — 34730. Телефонный код — 3651.